# Wolf Rock
Wolf Rock (korn. An Welv) – niewielka wysepka położona pomiędzy Land’s End w Kornwalii a wyspą St Mary’s w archipelagu Scilly. Oddalona jest około 18 Mm na wschód od St Mary’s i 8 Mm na południowy zachód Land’s End. Na skałach zbudowana jest latarnia morska Wolf Rock. Zbudowana została w latach 1861–1869. Wysepka administracyjnie należy do dystryktu Penwith, najbardziej na zachód wysuniętej części Kornwalii.